# Piratjagt
Piratjagt er en dansk dokumentarserie på 6 afsnit produceret af Metronome Productions, som blev vist på TV3+. Serien følger det danske krigsskib Absalon i kampen mod pirater ved Afrikas Horn. Serien har især fokus på skibets kommandørkaptajn, Carsten Fjord-Larsen, i hans arbejde og overvejelser på skibet.